# Folligny
Folligny és un municipi francès situat al departament de la Manche i a la regió de Normandia. L'any 2007 tenia 941 habitants.

## Demografia

### Població
El 2007 la població de fet de Folligny era de 941 persones. Hi havia 372 famílies de les quals 98 eren unipersonals (47 homes vivint sols i 51 dones vivint soles), 102 parelles sense fills, 141 parelles amb fills i 31 famílies monoparentals amb fills.
La població ha evolucionat segons el següent gràfic:
Habitants censats:

### Habitatges
El 2007 hi havia 477 habitatges, 384 eren l'habitatge principal de la família, 57 eren segones residències i 36 estaven desocupats. 447 eren cases i 31 eren apartaments. Dels 384 habitatges principals, 279 estaven ocupats pels seus propietaris, 96 estaven llogats i ocupats pels llogaters i 9 estaven cedits a títol gratuït; 2 tenien una cambra, 16 en tenien dues, 50 en tenien tres, 110 en tenien quatre i 206 en tenien cinc o més. 301 habitatges disposaven pel capbaix d'una plaça de pàrquing. A 168 habitatges hi havia un automòbil i a 182 n'hi havia dos o més.

### Piràmide de població
La piràmide de població per edats i sexe el 2009 era:
| Homes | Edats   | Dones |
| ----- | ------- | ----- |
| 0     | 95 o +  | 0     |
| 0     | 90 a 94 | 4     |
| 0     | 85 a 89 | 12    |
| 4     | 80 a 84 | 20    |
| 24    | 75 a 79 | 36    |
| 16    | 70 a 74 | 16    |
| 16    | 65 a 69 | 24    |
| 28    | 60 a 64 | 20    |
| 12    | 55 a 59 | 8     |
| 24    | 50 a 54 | 12    |
| 28    | 45 a 49 | 24    |
| 16    | 40 a 44 | 20    |
| 28    | 35 a 39 | 28    |
| 32    | 30 a 34 | 24    |
| 24    | 25 a 29 | 20    |
| 36    | 20 a 24 | 28    |
| 32    | 15 a 19 | 32    |
| 24    | 10 a 14 | 24    |
| 44    | 5 a 9   | 28    |
| 12    | 0 a 4   | 20    |

## Economia
El 2007 la població en edat de treballar era de 579 persones, 462 eren actives i 117 eren inactives. De les 462 persones actives 424 estaven ocupades (239 homes i 185 dones) i 38 estaven aturades (13 homes i 25 dones). De les 117 persones inactives 49 estaven jubilades, 33 estaven estudiant i 35 estaven classificades com a «altres inactius».

### Ingressos
El 2009 a Folligny hi havia 404 unitats fiscals que integraven 1.004 persones, la mediana anual d'ingressos fiscals per persona era de 14.870 €.

### Activitats econòmiques
Dels 25 establiments que hi havia el 2007, 2 eren d'empreses alimentàries, 1 d'una empresa de fabricació de material elèctric, 8 d'empreses de construcció, 6 d'empreses de comerç i reparació d'automòbils, 1 d'una empresa de transport, 2 d'empreses d'hostatgeria i restauració, 1 d'una empresa financera, 3 d'empreses de serveis i 1 d'una empresa classificada com a «altres activitats de serveis».
Dels 8 establiments de servei als particulars que hi havia el 2009, 2 eren paletes, 2 fusteries, 2 electricistes i 2 restaurants.
L'únic establiment comercial que hi havia el 2009 era una fleca.
L'any 2000 a Folligny hi havia 57 explotacions agrícoles que ocupaven un total de 893 hectàrees.

## Equipaments sanitaris i escolars
El 2009 hi havia una escola elemental integrada dins d'un grup escolar amb les comunes properes formant una escola dispersa.

## Poblacions més properes
El següent diagrama mostra les poblacions més properes.